# Fluorid manganičitý
Fluorid manganičitý je anorganická sloučenina s chemickým vzorcem MnF4. Je to silné oxidační činidlo a používá se jako prostředek k čištění elementárního fluoru.

## Příprava
Fluorid manganičitý byl poprvé prokazatelně připraven v roce 1961 reakcí fluoridu manganatého (nebo jiných manganatých sloučeniny) s proudem plynného fluoru při teplotě 550 °C. Takto připravený fluorid manganičitý sublimoval v proudu plynu a kondenzoval na chladicím zařízení (chladicím prstu). Tento způsob přípravy je stále nejběžnější, i když sublimaci lze zabránit zvýšením tlaku fluoru (4,5–6 barů při 180–320 °C) a mechanickým mícháním prášku, aby se zabránilo spékání zrn. Reakci lze také provádět od práškové manganu ve fluidní vrstvě.
Mezi ostatní způsoby přípravy fluoridu manganičitého patří fluorace fluoridu manganatého fluoridem kryptonatým, nebo fluorem v kyselině fluorovodíkové pod UV zářením. Fluorid manganičitý byl také připraven (ale ne izolován) pomocí acidobazické reakce mezi fluoridem antimoničitým a hexafluoromanganičitanem draselným:
K2MnF6 + 2 SbF5 → MnF4 + 2 KSbF6
Fluorid manganičitý lze také připravit z prvků:
Mn + 2 F2 → MnF4

## Vlastnosti
Fluorid manganičitý je hygroskopická světle modrá pevná látka, která je velmi reaktivní. Jsou známy dvě různé modifikace fluoridu manganičitého. α-forma fluoridu manganičitého je složena z kruhů Mn4F20 ve kterých jsou oktaedry manganu spojeny cis-fluoridovými můstky. α-forma krystalizuje v tetragonální krystalové soustavě s prostorovou grupou I41/a (Číslo 88) a parametry mřížky a = 12,63(1) Å a c = 6,049(5) Å. β-forma krystalizuje v trigonální krystalové soustavě s prostorovou grupou R3c (Číslo 161) nebo R3c (Číslo 167) a parametry mřížky a = 19,56 Å a c = 13,00 Å.

## Reaktivita

### Rozklad
Fluorid manganičitý je v rovnováze s fluoridem manganitým a fluorem:
2 MnF4 ⇌ 2 MnF3 + F2
Rozklad je upřednostňován se zvyšující se teplotou a znevýhodňován v přítomnosti plynného fluoru, ale přesné rovnováhy jsou neznámé. Některé zdroje tvrdí, že fluorid manganičitý se rozkládá pomalu při pokojové teplotě, zatímco jiné tvrdí že se rozkládá při 70 °C, a jiní tvrdí, že fluorid manganičitý je stabilní do 320 °C. Rovnovážný tlak fluoru nad fluoridem manganičitým za pokojové teploty byl odhadnut na přibližně 10−4 Pa (10−9 bar) a změna entalpie reakce na +44(8) kJ/mol.

### Další reakce
Fluorid manganičitý reaguje s petrolejem za vzniku plamene a při 0 °C ve vakuu se pomalu redukuje na fluorid manganitý. S vodou reaguje prudce a při kontaktu s vlhkostí se okamžitě rozkládá.
Reakcí s fluoridy alkalických kovů nebo koncentrovanou kyselinou fluorovodíkovou vzniká žlutý hexafluromanganičitý anion [MnF6]2−.

## Využití
Fluorid manganičitý se využívá hlavně při čištění elementárního fluoru. Plynný fluor vzniká elektrolýzou fluorovodíku (s malým množstvím fluoridu draselného, který je přidán jako podpůrný elektrolyt) v Moissanově článku. Technický produkt je znečištěn fluorovodíkem, jehož velkou část je možné odstranit průchodem plynu přes pevný fluorid draselný. Znečištěn je také kyslíkem ze stopových množství vody a případně fluoridy těžkých kovů, jako například fluorid arseničný z kontaminace fluorovodíkem. Tyto kontaminanty představují problém zejména pro polovodičový průmysl, který využívá vysoce čistý fluor k leptání křemíkových destiček. Další nečistoty, jako sloučeniny železa, niklu, gallia a wolframu se mohou objevit, pokud je nezreagovaný fluor recyklován.
Fluor technické kvality se čistí reakcí s fluoridem manganitým za vzniku fluoridu manganičitého. V této fázi vytvoří všechny přítomné těžké kovy netěkavé komplexní fluoridy, zatímco fluorovodík a kyslík jsou nereaktivní. Po přeměně fluoridu manganitého se přebytečný plyn vypustí k recyklaci, přičemž s sebou odnese zbývající plynné nečistoty. Fluorid manganičitý se poté zahřeje na 380 °C, čímž se uvolní fluor o čistotě až 99,95 % a reformuje se fluorid manganitý, který lze znovu použít. Paralelním umístěním dvou reaktorů lze proces čištění provádět kontinuálně, přičemž jeden reaktor přijímá technický fluor, zatímco druhý dodává vysoce kvalitní fluor. Alternativně lze fluorid manganičitý izolovat a dopravit na místo, kde je fluor potřeba, což je levnější a bezpečnější než převážet plynný fluor pod tlakem.

## Fluoromanganičité komplexy
Žluté hexafluoromanganičité komplexy s alkalickými kovy a kovy alkalických zemin jsou známe již od roku 1899 a lze je připravit fluoraci fluoridu manganatého v přítomnosti fluoridu příslušného kationtu. Komplexy jsou mnohem stabilnější než fluorid manganitý. Hexafluoromanganičitan draselný (K2MnF6) lze také připravit řízenou redukcí manganistanu draselného v 50% kyselině fluorovodíkové:
2 KMnO4 + 2 KF + 10 HF + 3 H2O2 → 2 K2MnF6 + 8 H2O + 3 O2
Pentafluoromanganičité soli draslíku, rubidia a cesia lze připravit fluorací MMnF3 nebo reakcí [MnF4(py)(H2O)] s MF. Byly také připraveny citrónově žluté heptafluoromanganičité soli stejných kovů (M3MnF7).
Když hexafluoromanganičitan draselný reaguje s fluorokřemičitanem draselným vzniká červený fosfor.